# Pedro Aquino
Pour les articles homonymes, voir Aquino (homonymie).
Pedro Jesús Aquino Sánchez, dit Pedro Aquino, né le 13 avril 1995 à Lima au Pérou, est un footballeur international péruvien qui évolue au poste de milieu défensif au Santos Laguna en Liga MX.

## Biographie

### Carrière en club
Formé au Sporting Cristal, Pedro Aquino remporte deux championnats du Pérou avec ce club en 2014 et 2016 en plus de disputer trois éditions de la Copa Libertadores en 2014, 2016 et 2017 (huit matchs en tout, aucun but marqué).
Il poursuit sa carrière au Mexique et est transféré au CF Monterrey en 2017. Il est aussitôt prêté aux Lobos BUAP où il joue 28 matchs avant d'être acheté en 2018 par le Club León, de sorte qu'il ne joua aucun match pour le Monterrey. Avec son nouveau club, il est sacré champion du Mexique en 2020 (Ouverture). 
En 2021, il signe pour le Club América puis deux ans plus tard, il rejoint le Santos Laguna.

### Carrière internationale
International U20, Pedro Aquino participe au championnat sud-américain des moins de 20 ans en 2015, compétition où il dispute sept rencontres.
Il joue son premier match en équipe du Pérou le 1er septembre 2016, contre la Bolivie, match disputé dans le cadre des éliminatoires du mondial 2018 (défaite 2-0). Le 4 juin 2018, il fait partie de la liste des 23 joueurs péruviens sélectionnés pour disputer la Coupe du monde en Russie.
Auteur de trois buts en 44 sélections, il marque notamment deux buts lors d'un match amical face au Chili le 10 octobre 2018.

## Statistiques

### En sélection nationale
| Saison                | Sélection             | Phases finales        | Phases finales | Phases finales | Phases finales | Éliminatoires CDM | Éliminatoires CDM | Éliminatoires CDM | Matchs amicaux | Matchs amicaux | Matchs amicaux | Total | Total | Total |
| Saison                | Sélection             | Compétition           | M              | B              | Pd             | M                 | B                 | Pd                | M              | B              | Pd             | M     | B     | Pd    |
| --------------------- | --------------------- | --------------------- | -------------- | -------------- | -------------- | ----------------- | ----------------- | ----------------- | -------------- | -------------- | -------------- | ----- | ----- | ----- |
| 2016-2017             | Pérou                 | -                     | -              | -              | -              | 5                 | 0                 | 1                 | 2              | 0              | 0              | 7     | 0     | 1     |
| 2017-2018             | Pérou                 | Coupe du monde 2018   | 3              | 0              | 0              | 3                 | 0                 | 0                 | 3              | 0              | 0              | 9     | 0     | 0     |
| 2018-2019             | Pérou                 | -                     | -              | -              | -              | -                 | -                 | -                 | 6              | 3              | 0              | 6     | 3     | 0     |
| 2019-2020             | Pérou                 | -                     | -              | -              | -              | -                 | -                 | -                 | 3              | 0              | 0              | 3     | 0     | 0     |
| 2020-2021             | Pérou                 | -                     | -              | -              | -              | 6                 | 0                 | 0                 | -              | -              | -              | 6     | 0     | 0     |
| 2021-2022             | Pérou                 | -                     | -              | -              | -              | 5                 | 0                 | 0                 | 1              | 0              | 0              | 6     | 0     | 0     |
| 2022-2023             | Pérou                 | -                     | -              | -              | -              | -                 | -                 | -                 | 6              | 0              | 0              | 6     | 0     | 0     |
| 2023-2024             | Pérou                 | -                     | -              | -              | -              | 2                 | 0                 | 0                 | -              | -              | -              | 2     | 0     | 0     |
| 2024-2025             | Pérou                 | -                     | -              | -              | -              | 4                 | 0                 | 0                 | -              | -              | -              | 4     | 0     | 0     |
| Total sur la carrière | Total sur la carrière | Total sur la carrière | 3              | 0              | 0              | 25                | 0                 | 1                 | 21             | 3              | 0              | 49    | 3     | 1     |

#### Buts en sélection
| Buts en sélection de Pedro Aquino | Buts en sélection de Pedro Aquino | Buts en sélection de Pedro Aquino             | Buts en sélection de Pedro Aquino | Buts en sélection de Pedro Aquino | Buts en sélection de Pedro Aquino | Buts en sélection de Pedro Aquino |
|                                   | Date                              | Lieu                                          | Adversaire                        | Score                             | Résultat                          | Compétition                       |
| --------------------------------- | --------------------------------- | --------------------------------------------- | --------------------------------- | --------------------------------- | --------------------------------- | --------------------------------- |
| 1.                                | 6 septembre 2018                  | Johan Cruyff Arena, Amsterdam (Pays-Bas)      | Pays-Bas                          | 0-1                               | 2-1                               | Amical                            |
| 2.                                | 12 octobre 2018                   | Hard Rock Stadium, Miami Gardens (États-Unis) | Chili                             | 2-0                               | 3-0                               | Amical                            |
| 3.                                | 12 octobre 2018                   | Hard Rock Stadium, Miami Gardens (États-Unis) | Chili                             | 3-0                               | 3-0                               | Amical                            |

## Palmarès
| Sporting Cristal - Championnat du Pérou (2) : - Champion : 2014 et 2016. |  | Club León - Championnat du Mexique (1) : - Champion : 2020 (Ouv.). |